# Marseffect

Gauquelins diagram waarin sectoren 1 en 4 bij uitzonderlijk begaafde atleten veelvuldiger bezet worden door de planeet Mars

Marseffect is een in 1955 gerapporteerde correlatie tussen atletische uitmuntendheid en de positie van de planeet Mars ten opzichte van de horizon op het tijdstip van iemands geboorte. Latere onderzoekers hebben de data opnieuw geanalyseerd. Daarbij werden andere verklaringen gegeven. Zo werd het effect aangemerkt als een statistische uitschieter of een gevolg van een selectie-effect. Anderzijds zijn er tegen deze latere onderzoeken ook bezwaren gerezen, waaronder een beschuldiging van wetenschappelijke fraude.

## Traditie
Een traditie die teruggaat tot de vroegste dagen van horoscoopastrologie stelt dat bepaalde planeetposities bij iemands geboorte een bijzondere activiteit of bekendheid voorspellen. De bedoelde posities zijn de hoeken (beginpunten) van enkele astrologische huizen, namelijk het eerste, vierde, zevende en tiende huis. Daarbij wordt de planeet gekoppeld aan menselijke eigenschappen en archetypen. De godheid Mars en de bijbehorende planeet worden van oudsher verbonden met agressie, sportiviteit en dadendrang.

## L'Influence des Astres
De Franse psycholoog en statisticus Michel Gauquelin publiceerde in 1955 L'Influence des Astres ("De invloed van de sterren"), een studie waarin hij steun gaf aan de astrologische bewering dat een significant aantal sportkampioenen geboren wordt als de planeet Mars in de buurt van de ascendant of de midhemel van iemands geboortehoroscoop staat. Gauquelin verdeelde het vlak van de ecliptica in twaalf sectoren, en identificeerde zo deze twee sectoren met statistische significantie.

## Heranalyse
Latere onderzoekers van het Belgische Comité Para en het Amerikaanse CSICOP weerspraken zijn bevindingen. Comité Para onderschreef de statistische correlatie, maar voerde aan dat er niet gekeken is naar de seculaire en diurnale socio-demografische factoren en dat daarmee niet gezegd kan worden dat het Marseffect aangetoond is. Ook zou onduidelijk zijn op welke grond Gauquelin vele sporters uitsloot in zijn onderzoek.
Na veel onderzoek, discussie en het aantonen van fraude in vervolgonderzoeken, kwam Jan Willem Nienhuys van Stichting Skepsis tot de conclusie "dat het oorspronkelijke Mars-effect een toevallige uitschieter was in een niet eens zo kleine zee van toevalsresultaten." Comité Para had volgens hem ruimte gelaten aan Gauquelin om bij een heronderzoek met nieuwe gegevens de resultaten te benadrukken die zijn hypothese steunden.
Hij bekritiseert ook de werkwijze in het onderzoek uit 1955: Gauquelin verzamelde geboortetijden van verscheidene beroepsgroepen en combineerde die met planeetposities, zonder tevoren een hypothese op te stellen. In zulke gevallen ontstaat een zee aan mogelijke correlaties, waarin altijd wel enkele uitschieters te vinden zijn, de zogenaamde uitbijters.